# Folke Johansson (generaldirektör)
Folke Ludvig Hemming Johansson, född 5 februari 1899 i Stockholm, död 5 april 1972, var en svensk skogsvetare och generaldirektör.
Johansson avlade 1924 examen vid Skogshögskolan. Han var överdirektör och chef för Skogsstyrelsen 1954–1964 samt generaldirektör för samma myndighet 1964–1966. Han blev ledamot av Lantbruksakademien 1956.

## Biografi
Folke Johansson föddes den 5 februari 1899 i Klara församling i Stockholm. Han var son till ingenjören och industrimannen Johan Hemming Johansson och Olga Sellman.
Efter studentexamen i Stockholm avlade han examen vid Skogshögskolan i Stockholm. Han ägnade under nära ett halvsekel sina tjänster åt det svenska skogsbruket, där han verkade både inom den statliga administrationen och inom den ideella skogsvårdsrörelsen. Begåvad med stor arbets- och organisationsförmåga, avancerade han snabbt till allt ansvarsfullare befattningar för att sluta karriären som chef för skogsstyrelsen.
Denna post tillträdde han i ett brytningsskede inom skogsbruket. Under sina tolv år som skogsstyrelsens chef kom han med lugn och kunnighet att leda verkets utveckling till ett skogligt centralorgan med viktiga utredande och samordnande uppgifter.
Han blev senare chef för skogsvårdsföreningen, Skogsvårdsstyrelsernas förbund och Skogssällskapet. Han fick under årens lopp motta ett stort antal uppdrag av statlig eller halvstatlig art. På det nationella området var han ledamot i 1955 års skogsvårdsutredning och 1960 års jordbruksutredning, där han gjorde uppmärksammade insatser. I arbetet med tillkomsten av 1948 års skogsvårdslag tog han verksam del, och den nya virkesmätningslagstiftning som trädde i kraft på hösten 1967 grundade sig i väsentliga stycken på hans personliga insatser. Han blev ledamot av Lantbruksakademien 1956.
Johansson var initiativtagare till ett bättre utnyttjande av flygbildstekniken inom skogsbruket, ett intresse som väckts redan på 1920-talet under en studieresa i Nordamerika. Han ledde i över 20 år nämnden för skoglig flygbildsteknik och dess föregångare.
Johansson var skicklig som skribent, och det kom redan tidigt till synes. Som sekreterare hos skogsvårdsföreningen ägnade han särskilt intresse åt föreningens publikationer, tidskrifterna såväl som handböcker och upplysningsbroschyrer. Åtskilliga är också de uppsatser och artiklar som författats av honom, merendels utan signum, eller grundar sig på uppslag av honom. Genom sin ställning i den skogliga organisationen kom han med sina inlägg att i hög grad påverka den skogliga debatten. Han var gift två gånger.
Folke Johansson avled den 5 april 1972 i Danderyds församling i Stockholms län och är begravd på Djursholms begravningsplats.